# Trebbiano Giallo
Die Weißweinsorte Trebbiano Giallo ist eine autochthone Rebsorte Mittelitaliens und gehört zur großen Familie der Trebbiano-Reben. Ihr Anbau wird in der Metropolitanstadt Rom und der Provinz Viterbo in der Region Latium empfohlen. Im Jahr 1999 wurde eine bestockte Rebfläche von 4.774 Hektar erhoben.
Die spätreifende Sorte ist wuchsstark und sehr ertragskräftig. Die reinsortigen Weißweine sind von strohgelber bis goldgelber Farbe und einem delikaten Bouquet. Der Wein findet reinsortig oder im Verschnitt Eingang in die DOC-Weine Bianco Capena, Castelli Romani, Cerveteri, Colli Etruschi Viterbesi, Colli Lanuvini, Colli della Sabina, Controguerra,  Est! Est!! Est!!! di Montefiascone, Tarquinia und Vin Santo Montepulciano.
Siehe auch den Artikel Weinbau in Italien sowie die Liste von Rebsorten.

## Ampelographische Sortenmerkmale
In der Ampelographie wird der Habitus folgendermaßen beschrieben:
- Die Triebspitze ist offen. Sie ist leicht weißwollig behaart. Die Jungblätter sind ebenfalls wollig behaart und von bronze-grünlicher Farbe.
- Die mittelgroßen bis großen Blätter sind fünflappig (selten dreilappig) und mitteltief gebuchtet. Die Stielbucht ist lyren-förmig offen. Das Blatt ist spitz gesägt. Die Zähne sind im Vergleich zu anderen Sorten mittelweit gesetzt. Die Blattoberfläche (auch Blattspreite genannt) ist glatt.
- Die walzen- bis kegelförmige Traube ist mittelgroß bis groß, manchmal geschultert und dichtbeerig. Die rundlichen Beeren sind mittelgroß und von gold-gelber Farbe. Die Schale der Beere ist dickwandig.

Die wuchskräftige Rebsorte reift ca. 30 Tage nach dem Gutedel und gilt somit als sehr spät reifend.

## Synonyme
Die Rebsorte Trebbiano Giallo ist auch unter den Namen Cori, Greco, Greco Giallo, Rosciola, Rossetta, Rossetti, Rossetto, Rossola, Sezze, Tostanello, Tostarello, Trebbiano dei Castelli, Trebbiano di Castelli, Trebbiano di Veletri, Trebbiano Giallo di Velletri und Trebbiano Romano bekannt.

## Die Familie der Trebbiano-Reben
In der im Jahr 2001 veröffentlichten Studie Genetic studies on Trebbiano and morphologically related varieties by SSR and AFLP markers wurde festgestellt, dass zwischen den vielen Trebbiano-Sorten kaum verwandtschaftliche Bindungen bestehen. Morphologisch teilen sich die Sorten ähnliche Merkmale wie die weißlich-gelbe Beerenfarbe, die Größe der Trauben, die späte Reife sowie die starke Wüchsigkeit. Gemäß einer Hypothese von Thomas Hohnerlein-Buchinger aus dem Jahr 1996 stammt der Name nicht von der bei Plinius erwähnten Sorte Trebulanus ab, sondern vom fränkischen Begriff Draibio, der für starke Wüchsigkeit stehe. Karl der Große habe bei der Eroberung des Langobardischen Reiches für eine zügige Neuanlage der nach dem Rückzug der Römer brachliegenden Rebflächen gesorgt und dabei stark wüchsige Sorten empfohlen.